# Woda perfumowana

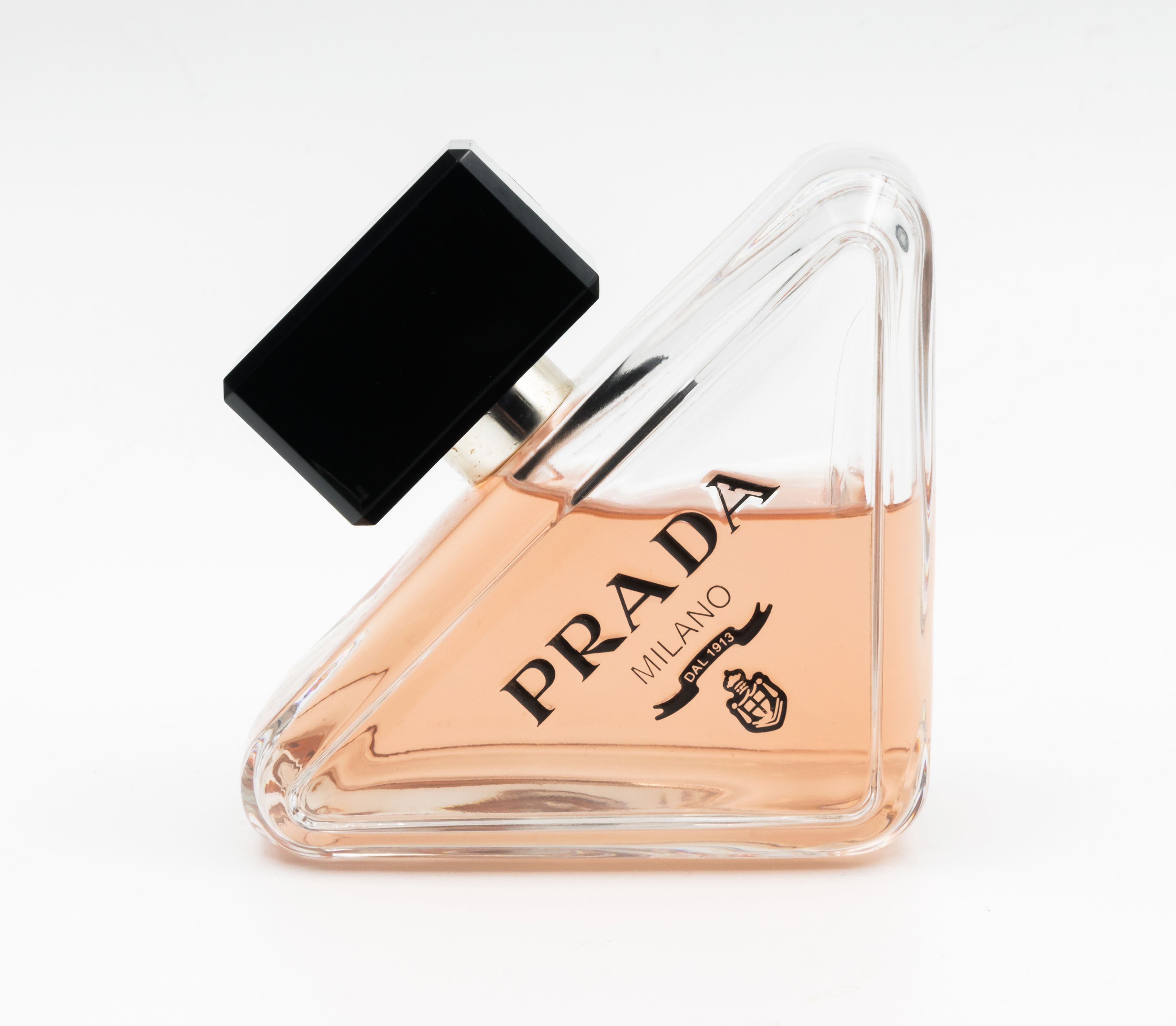
Woda perfumowana Prada Paradoxe

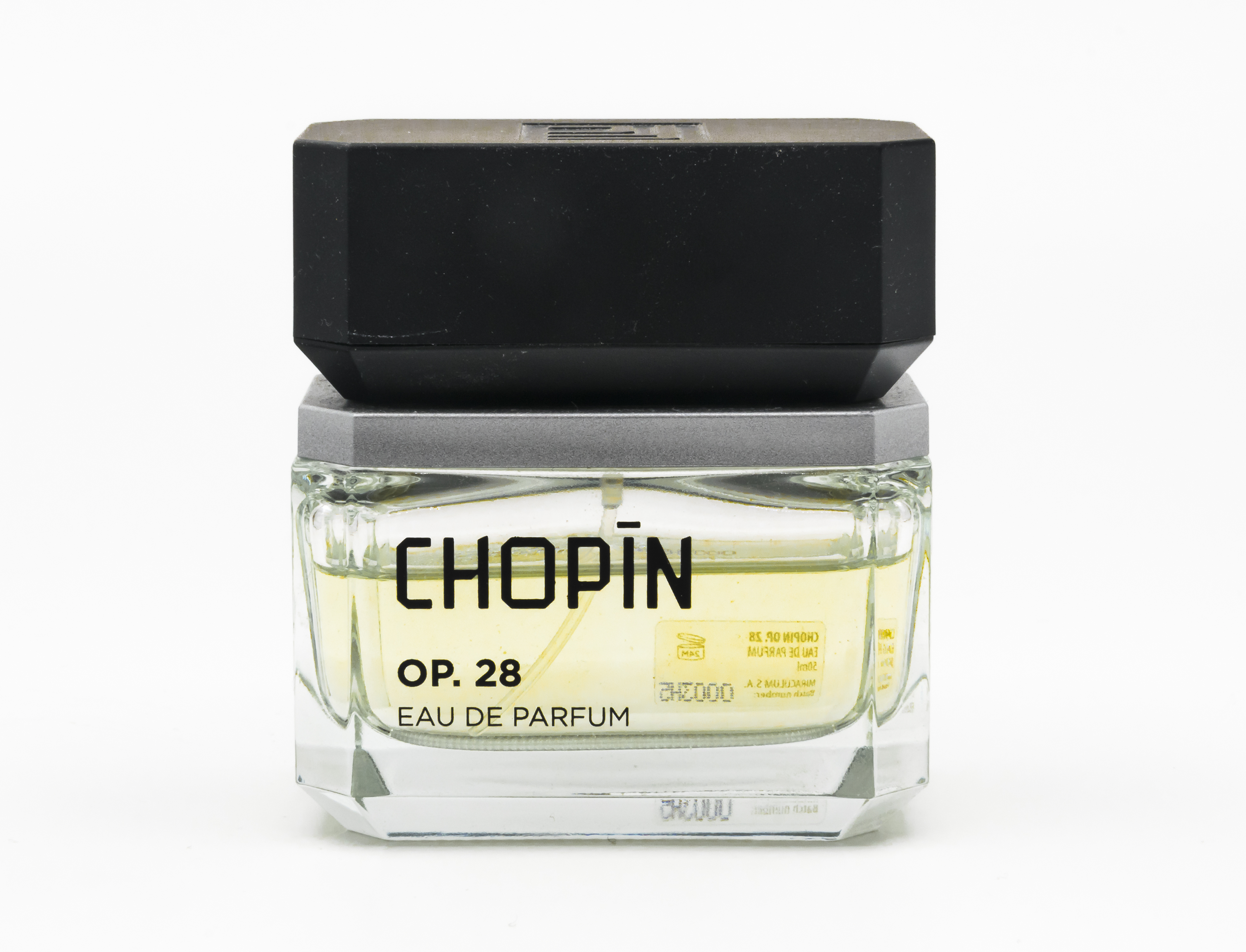
Woda perfumowana Chopin op.28

Woda perfumowana (fr. eau de parfum) – kosmetyk zapachowy o zawartości olejków zapachowych kształtujący się na poziomie 10–20%. Większe stężenie zawierają jedynie perfumy (15–43%).